# El expreso de Andalucía
El expreso de Andalucía (italiano:Il mondo sarà nostro) es una película hispano-italiana de 1956 dirigida por Francisco Rovira Beleta y protagonizando Jorge Mistral, Marisa de Leza y Mara Berni.

## Sinopsis
Un antiguo deportista retirado, un estudiante de derecho y un delincuente de poca monta se unen para planear y perpetrar el robo de unas joyas transportadas en el furgón del correo expreso de Andalucía.

## Actores principales
- Jorge Mistral como Jorge Andrade.
- Marisa de Leza como Lola.
- Mara Berni como Silvia Ríos.
- Vicente Parra como Miguel Hernández.
- Ignazio Balsamo como Rubio.
- Carlos Casaravilla como Carlos Salinas.
- Antonio Casas como el Inspector.
- José Calvo como Arturo.
- José Luis López Vázquez como pretendiente de Lola.

## Localizaciones
Se rodó íntegramente en la ciudad de Madrid en diversas localizaciones, entre las que sobresale la zona del Rastro, y en especial la calle de Ribera de Curtidores.